# Église Notre-Dame-et-Saint-Nicolas de Saint-Pierre-d'Oléron
L’église Notre-Dame-et-Saint-Nicolas est une église paroissiale de Saint-Pierre-d'Oléron, dans le diocèse de La Rochelle et Saintes et le département de la Charente-Maritime. De style résolument moderniste, elle veille sur le port de La Cotinière, sur la côte occidentale de l'île d'Oléron.

## Historique
Une première chapelle est bâtie dans le village de La Cotinière à l'époque médiévale, mais ne résiste pas aux sables éoliens qui finissent par l'ensevelir presque entièrement au fil du temps. De nos jours, seuls quelques vestiges de cet ancien sanctuaire sont encore visibles au niveau de la rue de la Chapelle. 
L'accroissement de la population du village de La Cotinière, en même temps qu'une volonté de donner un lieu de culte décent aux marins fréquentant le port conduisent les autorités ecclésiastiques à envisager l'érection d'un nouveau sanctuaire dans le courant des années 1950. Celui-ci voit finalement le jour en 1957 sous le vocable de « Notre-Dame des Flots ». L'entreprise mobilise les habitants : M. et Mme Martin fournissent le terrain, et nombre de volontaires, parmi lesquels marins et agriculteurs, prêtent volontiers main-forte. Son concepteur, Angelo Bridda, dessine une chapelle de plan très simple et aux dimensions très modestes. L'instabilité du sol ne tarde cependant pas à poser de graves problèmes : écartement des murs et affaissement du clocher conduisant même le maire à en interdire purement et simplement l'accès dès 1960.
L'église actuelle doit son existence à la volonté du curé-doyen, le père Kieffer, et plus encore à son frère, l'architecte Jean Kieffer, qui prend en main les travaux. Bâtie sur un site moins exposé, et en tenant mieux compte des particularités du sol, elle semble veiller sur le port qui s'étend à ses pieds. La première pierre est solennellement posée le 10 juillet 1966 par Mgr Verdet, évêque de La Rochelle et Saintes, en présence d'une foule d'habitants de la commune. L'église, placée sous le vocable de « Notre-Dame-et-Saint-Nicolas », est consacrée le 20 mai 1969.

## Description
Le sanctuaire se compose d'un unique vaisseau de forme triangulaire aux murs en moellons équarris, qui répond à diverses annexes (sacristie, clocher et porche d'entrée) s'inscrivant elles aussi dans un plan triangulaire, symbole trinitaire, mais qui forme également une étoile de David, référence au titre marial Marie, étoile de la mer. Des ouvertures rectangulaires ménagées dans les murs abritent des vitraux modernistes de Henri Martin-Granel, Jean Lesquibe et Job Guével. Leurs teintes azur évoquent la mer et ses périls, et apparaissent comme un hommage aux marins disparus en mer, auxquels un autel est consacré.

### Les cloches
Le clocher abrite une sonnerie de 3 cloches, visibles en façade, fondues en 1970 par la fonderie Paccard d'Annecy. Elles ont été baptisées le 12 juillet 1970.
- Simone-Monique-Maryse-Catherine : mi b 4 - 165 kilos
- Marie-Pierre-Nicolas : fa 4 - 125 kilos
- Jacques-Michel : sol 4 - 85 kilos